# Anthoula Mylonaki
Anthoula Mylonaki (in greco Ανθή Μυλωνάκη?; 10 giugno 1984) è una pallanuotista greca, vincitrice di una medaglia di argento ai giochi olimpici di Atene 2004.